# Rengas Pulau
Rengas Pulau is een bestuurslaag in het regentschap Medan van de provincie Noord-Sumatra, Indonesië. Rengas Pulau telt 53.502 inwoners (volkstelling 2010).